# August Heinrich Christian Gelpke
August Heinrich Christian Gelpke (* 21. Januar 1769 in Braunschweig; † 20. April 1842 ebenda) war ein deutscher Astronom, Schulrat und Professor in Braunschweig sowie Ehrenmitglied der Großherzoglichen mineralogischen Societät in Jena.
Nach Schuldienst in der Waisenhausschule und später dem Gymnasium hielt er populärwissenschaftliche Vorlesungen am Carolinum, zuletzt mit dem Titel eines Schulrates. Seine Themen umfassten: Glasschleifen, elementare Mathematik und die neu aufgekommene Astronomie.
Seine Bedeutung liegt in der Kometentheorie, in der er davon ausging, dass Veränderungen an der Erdoberfläche von Einschlägen aus dem Weltall herrühren. Seine Abhandlung darüber ist mehrfach digitalisiert worden. Er kann als Vertreter der Katastrophentheorie gesehen werden.

## Schriften
- Lehrbuch einer populären Himmelskunde für Freunde, Vereehrer und vorzüglich für Lehrer dieser Wissenschaft an Gymnasien und höheren Bildungsanstalten. [Mit 4 Kupfertafeln.] Leipzig 1815.
- Ueber die schrecklichen Wirkungen des Aufsturzes eines Kometen auf die Erde und über die vor fünftausend Jahren gehabte Erscheinung dieser Art. Leipzig 1835. (Digitalisat)